# Loi du 27 juin 1990
 (avril 2017).
Si vous disposez d'ouvrages ou d'articles de référence ou si vous connaissez des sites web de qualité traitant du thème abordé ici, merci de compléter l'article en donnant les références utiles à sa vérifiabilité et en les liant à la section « Notes et références ».
La loi du 27 juin 1990, relative aux droits et à la protection des personnes hospitalisées en raison de troubles mentaux et à leurs conditions d’hospitalisation détermine les conditions de la prise en charge de certains patients sans leur consentement.